# Thu hải đường lá nguyên
Thu hải đường lá nguyên (danh pháp: Begonia integrifolia) là một loài thực vật có hoa trong họ Thu hải đường. Loài này được Dalzell miêu tả khoa học đầu tiên năm 1851.